# Арцергранде
Арцергранде, Арцерґранде (італ. Arzergrande, вен. Arzergrande) — муніципалітет в Італії, у регіоні Венето, провінція Падуя.
Арцергранде розташоване на відстані близько 380 км на північ від Рима, 29 км на південний захід від Венеції, 20 км на південний схід від Падуї.
Населення — 4765 осіб (2014).

## Демографія
Населення за роками:

Станом на 1 січня 2023 року в муніципалітеті офіційно проживало 318 іноземців з 26 країн, серед них 103 громадяни країн Євросоюзу та 3 громадяни України.

## Сусідні муніципалітети
- Кодевіго
- Пьове-ді-Сакко
- Понтелонго